# آنا پائولونا
آنا پائولونا (به هلندی: Anna Paulowna) یک منطقهٔ مسکونی در هلند است که در هولاندس کرون واقع شده‌است. آنا پائولونا ۷۸٫۸۱ کیلومتر مربع مساحت و ۱۳٬۹۹۹ نفر جمعیت دارد.